# Loreto (Baja California Sur)
Loreto es una ciudad mexicana del estado de Baja California Sur. Es cabecera del municipio homónimo y se ubica a 354 km al norte de La Paz, capital del estado.
La fundación de la ciudad de Loreto está íntimamente ligada con la fundación de la Misión de Nuestra Señora de Loreto, fue capital de Las Californias de 1697 a 1777, año en que la capital se cambió a Monterrey, California. Loreto fue fundado en 1697 por padres misioneros jesuitas. La construcción de la primera iglesia de la Misión de Nuestra Señora de Loreto inició en 1697 y terminó el 8 de septiembre de 1703.
El pueblo es un centro turístico que atrae principalmente turistas estadounidenses y canadienses, con vuelos diarios desde los Estados Unidos que arriban al Aeropuerto Internacional de Loreto.

## Historia
Al arribo de los españoles a la región, existían tres grupos tribales perfectamente definidos: los pericúes, monguis, guaycuras y cochimíes. Los pericúes habitaban la parte sur de la península y se extendían hacia el norte, desde Cabo San Lucas hasta la parte media de la península, los guaycuras habitaban la parte media y los cochimíes, en el extremo norte. Todos los nativos que habitaban la región vivían una economía de subsistencia, recogiendo frutos y semillas cuando los había, cazando pequeñas especies o recogiendo moluscos y pescando en los litorales.
En el otoño de (1683) el padre misionero Eusebio Francisco Kino dirigió una expedición evangelizadora que llegó costeando el Mar de Cortés hasta San Bruno, cerca de la actual Loreto, y desde esa estación misionera la expedición se abrió paso poco a poco a través de la rocosa Sierra de la Giganta. A los cuatro meses de iniciada la exploración, el Padre Kino alcanzó finalmente las costas del Mar del Sur (Océano Pacífico). Se logró la amistad de los nativos y sus lenguajes fueron objeto de estudio, se administró el bautismo a los pequeños y a los moribundos. Tras el esfuerzo de un año, parecía haberse logrado el establecimiento de una misión permanente en la península de Baja California.
Sin aembargo, en San Bruno el sol evaporó el agua y secó las cosechas, el gran sueño se secó también y el almirante Isidro de Atondo y Antillón, responsable de la expedición, sometió a votación el abandono de aquella empresa californiana financiada por la Corona española. El Padre Kino se opuso, pero en vano, se dieron órdenes de salvar cuanto pudiera regresar en los barcos, embarcaron y los tibios vientos alejaron las embarcaciones de las inhóspitas tierras de la península, y el sueño de Kino de convertir a los nativos californios y crear un rosario de misiones en la península de Baja California llegó a su fin. Otros misioneros serían quienes con la cruz en la mano colonizarían la península.
En 1697, un pequeño grupo de europeos y gente de la Nueva España pusieron nuevamente pie en la península para intentar fundar allí misiones entre los nativos que llamaban californios.
El día 19 de octubre de 1697, ese reducido grupo, a las órdenes del padre superior Juan María de Salvatierra, desembarcó de la galeota "Santa Elvira", en la bahía de San Dionisio, en un lugar situado a 26° de latitud norte al que los nativos llamaban Conchó, que significa mangle colorado, y tomaron posesión del lugar que, andando el tiempo, se llamaría Real de Loreto. En los primeros días de su llegada, los padres misioneros elevaron una carpa que servía como capilla, al frente de la cual colocaron una cruz de madera. El día 25 de octubre llevaron en procesión solemne la imagen de la Virgen de Nuestra Señora de Loreto; en ese ritmo de fe, proclamaron esa tierra como territorio español. Así comenzó a existir la misión que lleva tal nombre y que dio vida a la población de Loreto.

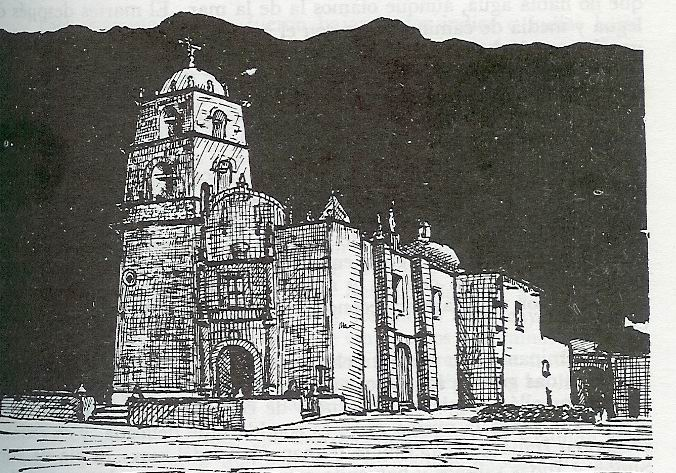
Misión de San Francisco Javier.

En 1699, el sacerdote jesuita Francisco María Píccolo fundó la Misión de San Francisco Javier de Viggé Biaundó que hasta la fecha da servicio a la pequeña comunidad de San Francisco Javier, enclavada dentro de los límites del municipio.
Los misioneros jesuitas trabajaron en forma pacífica durante siete décadas en la península de Baja California, hasta que en febrero de 1768 les llegó a orden de expulsión de todos los dominios españoles, decretada por Carlos III un año antes.
A la salida de los misioneros jesuitas, la Misión de Nuestra Señora de Loreto quedó en manos de frailes franciscanos; desde allí partió fray Junípero Serra para evangelizar la Alta California, hoy estado de California. En 1773 la Misión de Nuestra Señora de Loreto pasó a manos de la orden de los padres dominicos, que arribaron a la población de Loreto en el mes de octubre del mismo año; los frailes franciscanos, que habían estado en la misión por cinco años, partieron hacia la Alta California para proseguir en su labor evangelizadora.
En 1777 la Misión de San Carlos Borromeo del Río Carmelo, fundada en la ahora ciudad de Monterey por fray Junípero Serra, pasa a ser la capital de las Californias, al ser nombrado el Padre Serra presidente de la orden de los jesuitas para las Californias.
Al ser separadas las provincias de la Alta y Baja California en 1804 con fines administrativos, Loreto fue designada de nuevo capital, pero únicamente de la península de Baja California, y se nombra como Gobernador al capitán Felipe de Goicochea. Al morir Goicochea, se designó al último Gobernador colonial de la provincia de Baja California, el capitán José Darío Argüello, quien concluye la etapa colonial en 1822, un año después de haber obtenido México su independencia.
La nueva Constitución de la República Mexicana, promulgada en 1824, establece un solo jefe político para las Californias con sede en la Alta California, con un jefe político en Loreto que le representaba.
En 1828 concluye la etapa histórica de Loreto, al ser trasladada la capital provincial a San Antonio y posteriormente a La Paz (Baja California Sur), en donde permanece. En 1848, con la pérdida de la Alta California por la guerra entre México y Estados Unidos, se reorganiza el gobierno de la provincia de Baja California, creándose de nuevo dos territorios con los Partidos Norte y Sur (con el tiempo, serían los estados de Baja California y Baja California Sur), y se suprime a Loreto como municipio. Una larga noche iniciaba para Loreto y su Misión.
En 1947, a los 250 años de su fundación, Loreto es visitado por vez primera por un presidente mexicano, Miguel Alemán Valdés; al año siguiente, dan inicio los trabajos de reconstrucción de la Misión de Nuestra Señora de Loreto. El palacio municipal se construyó durante la administración del general Agustín Olachea Avilés, gobernador de Baja California Sur de 1946 a 1956, época en la que también se construyó el camino a la misión de San Javier y el malecón de Loreto.
En la década de los 70 del siglo pasado empieza a salir Loreto de su largo sueño; en 1973, se termina la carretera transpeninsular que une a la península de Baja California de norte a sur y permite el tránsito carretero hasta la frontera México-Estados Unidos, además de unir la península con el sistema carretero mexicano. En 1974, inicia operaciones el Aeropuerto Internacional de Loreto, y de esa manera queda comunicado con el exterior por vía aérea.
La construcción de este aeropuerto fue parte de un proyecto que buscaba convertir a Loreto en un centro turístico. El plan maestro para ese proyecto fue diseñado por los arquitectos Enrique y Agustín Landa Verdugo, por encargo de Fonatur. Consistía en una urbanización vecina a la antigua población con una zona hotelera, espacios para condominios, áreas públicas e infraestructura básica. No fue sino hasta años recientes cuando comenzó a desarrollarse esta nueva urbanización, principalmente con condominios.
En 1992, Loreto, la antigua capital de las californias, se convierte en municipio del estado de Baja California Sur.

## Demografía
De acuerdo con el INEGI, la localidad de Loreto tiene 10 283 habitantes. Hay 2565 hogares, de los cuales 77.67 % están a cargo de hombres y 22.32 % de mujeres. La población es joven, y se distribuye de la siguiente manera: 29.75 % tiene de 0 a 14 años de edad; 19.19 %, de 15 a 24 años de edad; y 6.42 % tiene 60 años o más. Por cada 100 mujeres hay 102.5 hombres. El Municipio de Loreto, que incluye las localidades de Nopoló, Puerto Escondido, San Javier y el resto de las comunidades rurales de la sierra y la costa, tiene una población total de 11 839 habitantes.
Loreto tiene una población pequeña y baja inmigración. Como resultado, la presencia de grandes familias es muy característica de la zona y los apellidos repetitivos son encontrados frecuentemente entre los habitantes (este fenómeno se presenta en otras localidades del Estado). Las dos familias más grandes son los "Davis" y los "Murillo". Los miembros de la primera se localizan principalmente al este del pueblo, a lo largo de la playa (inclusive, esto último originó que a una vialidad tenga por nombre la calle "Davis"). A la fecha, esta familia ha aportado 4 de los 5 presidentes municipales que han encabezado el Gobierno Municipal. Los miembros de la familia "Murillo" se ubican principalmente al sur del pueblo, en el barrio conocido como "barrio del Muro", localizado junto al muro de contención que corre a lo largo del Arroyo Loreto. Otras grandes familias son los Amador, los Arce, los Cota, los Higuera, los Romero y los Villalejo (en la comunidad de El Juncalito).

## Cultura
Hay siete edificios en Loreto, de los siglos XVIII al XX, que son considerados monumentos históricos por el gobierno federal. El más importante es la Misión de Nuestra Señora de Loreto, la cual es el inicio del "Camino real", un corredor histórico que termina en Sonoma, California, y sigue la ruta antigua de las misiones españolas en la Alta y Baja California.
En el vecino pueblo de San Javier, hay cinco edificios históricos, el más importante es la Misión de San Francisco Javier, la cual es considerada la misión mejor preservada en la península. Veinte kilómetros al norte de Loreto se encuentran las ruinas de la Misión de San Bruno, que fue la primera misión en Baja California, fundada por Eusebio Kino en 1693, pero fue abandonada dos años más tarde. Otras misiones fueron la San Juan Londó (al norte) y la San Juan Ligüí (28 km al sur).
El Museo de las Misiones Jesuíticas está localizado junto a la Misión de Nuestra Señora de Loreto. Tiene una colección de arte religioso, armas y herramientas de los siglos XVII y XVIII, que fueron usadas en las misiones españolas en Baja California.
En la Sierra de la Giganta se encuentran pinturas rupestres en cañones y lechos rocosos. Los sitios más cercanos a Loreto son "Cuevas Pintas" (15 km al oeste) y "La Pingüica" (60 km al norte).

## Economía

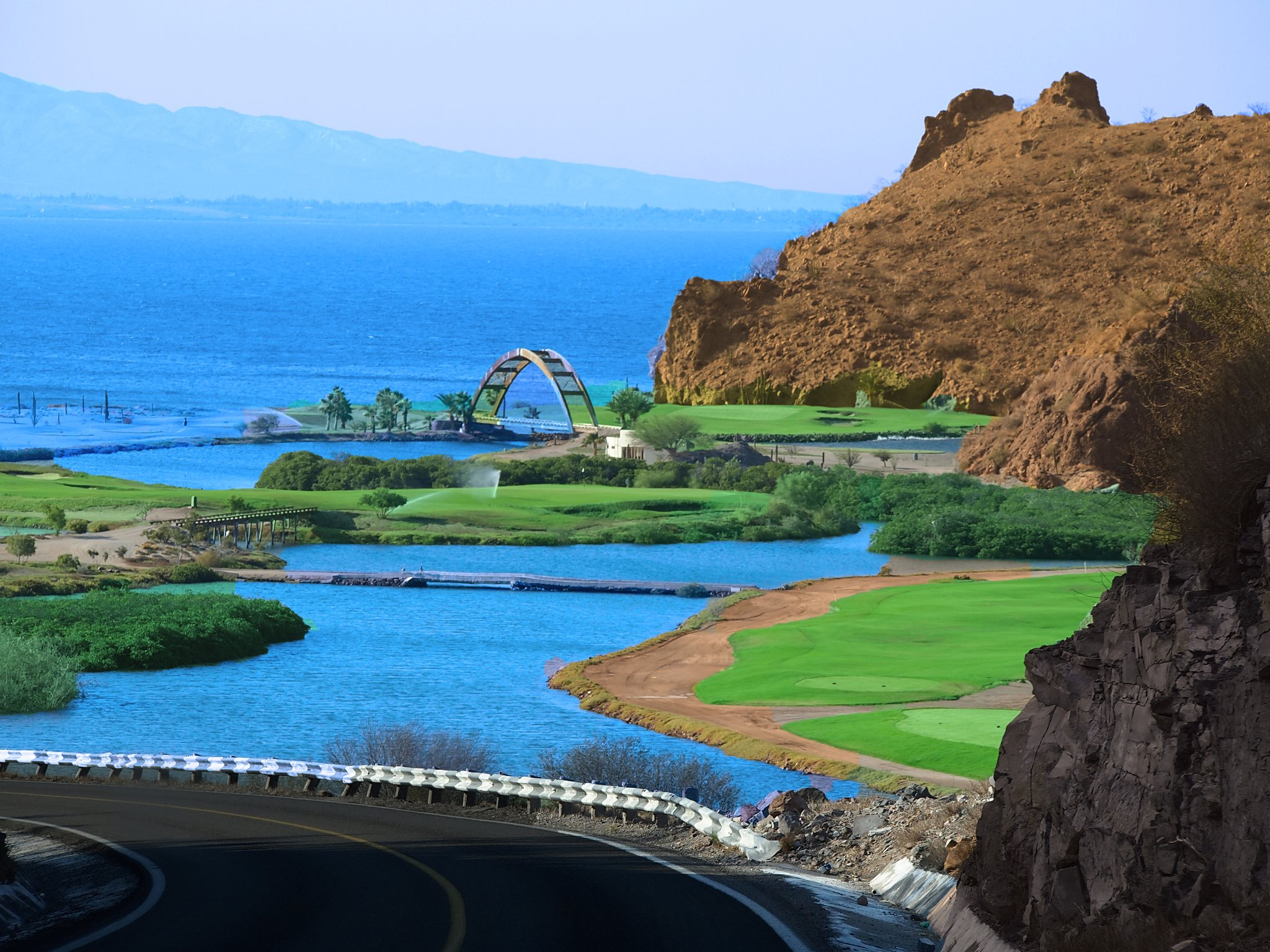
Nopolo

Loreto es en la actualidad destino turístico, se practica la pesca deportiva y comercial, el turismo ha detonado la economía de la región al grado de pasar en pocos años de ser un pueblo olvidado en la geografía mexicana a ser una ciudad con importantes desarrollos inmobiliarios. Como destino turístico atrae principalmente a viajeros de los Estados Unidos, Canadá y del estado de Baja California, muchos de ellos han establecido en Loreto sus casas de retiro.
Loreto cuenta en la actualidad con todos los servicios que puede proporcionar una ciudad de tamaño mediano ubicada de cara al mar, desde campos de golf hasta restaurantes de mediana y alta categoría, marinas para yates y hoteles de cinco estrellas.

## Lugares de interés
En el área de Loreto se localizan diversas playas:
- Nopoló.
- Juncalito.
- Ensenada Blanca.
- Agua Verde.
- San Bruno (al norte del pueblo).

Entre las actividades recreativas que pueden realizarse se encuentran:
- Buceo. Gracias a la buena visibilidad, a las aguas tibias (que hacen que el traje de buceo no sea necesario buena parte del año) y a la biodiversidad del Golfo de California, Loreto ofrece buceo libre (snorkelling) y scuba.
- Golf. El Campo de Golf de Loreto está localizado en Nopoló, 9 km al sur del pueblo. Es un circuito par 72 con 18 hoyos y 2 lagos artificiales. Actualmente se encuentra en remodelación.
- Tenis. El Centro Tenístico de Loreto está ubicado también en Nopoló. Tiene 8 canchas profesionales y un estadio.
- Acampada. Loreto ofrece sitios de campamento y tráiler parks con todos los servicios, así como playas desiertas ideales para esta actividad.
- Kayaking. Hay diversas compañías que ofrecen tours de kayaks, llevándote a través de sus principales islas como Isla Coronado o Danzante; que convierten a Loreto en uno de los principales destinos para quienes disfrutan del kayak. [15]
- Veleros (Sailing). Al sur de Loreto se localiza Puerto Escondido (ahora renombrado "Puerto Loreto" por el Gobierno Federal). Este puerto es el centro del "Proyecto del Mar de Cortés" (anteriormente conocido como Plan de la Escalera Náutica), y es un puerto natural seguro, rodeado por colinas, operado por dos empresas paraestatales. El Hidden Port Yacht Club o Club de Yates de Puerto Escondido tiene su sede en este puerto. Es un club internacionalmente reconocido, cuyos miembros están también involucrados en actividades filantrópicas con las comunidades locales.

## Educación
La localidad cuenta con dos instituciones públicas de educación superior y una privada:
- El Centro Regional de Educación Normal “Marcelo Rubio Ruiz” (CREN). La cual ofrece 3 programas de licenciatura; educación primaria, educación especial y licenciatura en educación preescolar.
- La Universidad Autónoma de Baja California Sur campus Loreto (UABCS). Ofrece las licenciaturas presenciales en Ciencias Políticas y Administración Pública; turismo alternativo y Derecho. Así mismo cuenta con licenciaturas semipresenciales (línea y presencial).
- Universidad Noroeste de Chihuahua (UNO)

La cual ofrece licenciaturas en criminología, enfermería, asuntos fiscales y aduanales, arquitectura y más.
En cuanto a educación de nivel medio superior, se cuenta con tres escuelas públicas:
- Centro de Estudios de Bachillerato 5/2 José Vasconcelos
- Colegio de Bachilleres(COBACH 09) Manuel Davis Ramírez”.

Por lo que hace a educación de nivel medio, la localidad cuenta con dos escuelas públicas y una privada:
- Escuela Secundaria Estatal “Benito Juárez”
- Escuela Secundaria Estatal “Modesto Sánchez Mayón”
- Escuela Secundaria Centro "Formativo Católico de Loreto"

A nivel básico la localidad cuenta con 4 primarias públicas, 1 primaria privada, 2 secundarias públicas y 1 secundaria privada. En educación media superior cuenta con 2 preparatorias públicas y en educación superior, 2 universidades públicas y 1 privada. Además, en la localidad se localiza el Albergue Escolar Número 8 "General Venustiano Carranza", el cual prestaba servicio a niños y jóvenes provenientes de comunidades rurales de la sierra y la costa, los cuales acuden a escuelas de esta localidad, alejados de sus hogares y familias. Actualmente no se encuentra en funcionamiento.

## Fiestas y tradiciones
- Fiestas de la Virgen de Loreto. 8 de septiembre. Serie de festividades cívicas, religiosas y culturales.
- Fiestas de la Fundación de Loreto. Celebradas del 19 al 25 de octubre. Es uno de los eventos culturales más importantes en el Estado.
- Fiestas de San Javier. Las festividades se celebran del 1 al 3 de diciembre en honor de San Francisco Javier, santo patrón del vecino pueblo de San Javier. Estas fiestas atraen numerosos peregrinos de toda la península.
- Loreto 400. Un evento de carreras off-road que toma lugar en agosto. Es una clásica carrera off road en circuito desértico, cuya ruta incluye los pueblos de Comondú, San Javier y comunidades rurales de la Sierra de la Giganta.
- Loreto 300 millas. Carrera de off-road en diciembre.[16][17]
- Torneo de las Misiones. Torneo de pesca de caridad que inició en 1993. La edición del 2007 será llevada a cabo del 12 al 14 de julio.[18]
- Loreto Dorado International Fishing Tournament. Se celebra en el mes de julio.
- Copa Dorado. Torneo estatal de pesca que se celebra en septiembre.
- Copa Gobernador. Torneo estatal de pesca que se celebra en mayo y junio.
- Festival de la Antigua California que se celebra en el mes de mayo con gran variedad de eventos artísticos y culturales (conferencias, teatro, danza, música, poesía, documentales, tarde ranchera, exposiciones de arte, degustación de comida regional y cata de vinos regionales), un festival para enseñar, aprender, celebrar y promover el importante papel histórico de Loreto en el asentamiento de los inicios de California y décadas más tarde en el establecimiento de la Alta California.
- Festival de la Almeja Chocolata. Se celebra en el mes de junio.

## Gobierno

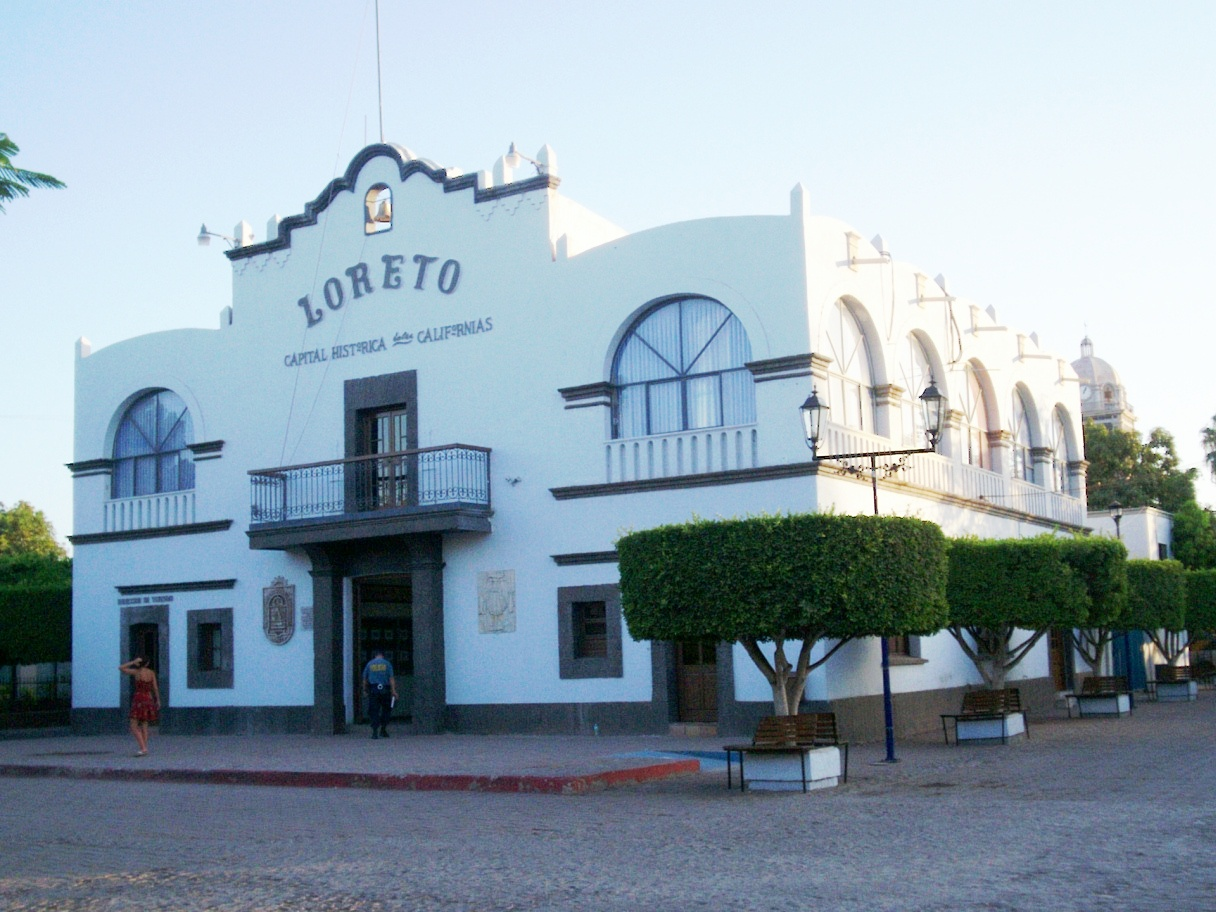
Palacio Municipal.

El pueblo de Loreto es la cabecera del Municipio de Loreto. La titularidad del gobierno municipal reside en un Ayuntamiento, que es el órgano colegiado de gobierno, cuyos integrantes son elegidos de manera democrática mediante el voto popular directo para un periodo de 3 años, sin derecho a reelección. Se integra por un Presidente municipal, un Síndico municipal y 6 Regidores. El Ayuntamiento toma sus determinaciones de manera colegiada mediante votación, correspondiéndole al Presidente Municipal ser el ejecutor de las determinaciones tomadas. Además, el presidente Municipal se encarga de la administración pública municipal. El Síndico está a cargo de la representación legal del Ayuntamiento y el Gobierno Municipal, además de tener la función de vigilar el patrimonio municipal y supervisar la conducta de los servidores públicos municipales. Por su parte, los regidores analizan las políticas públicas municipales y votan en las determinaciones del Ayuntamiento, sin tener facultades en la ejecución de las determinaciones tomadas ni en la administración de los asuntos públicos.
Por lo que hace a la organización administrativa territorial del Municipio, se cuenta con 7 Subdelegados Municipales, designados por el Ayuntamiento para ejercer determinadas funciones dentro de la circunscipción territorial de la subdelegación a su cargo. Las 7 Subdelegaciones Municipales son Agua Verde, San Javier, Ligüi, Colonia Zaragoza, San Nicolás, Tembabiche y San Juan.
| Periodo   | Nombre                                                               | Partido |
| --------- | -------------------------------------------------------------------- | ------- |
| 2021-2024 | Paola Margarita Cota Davis                                           |         |
| 2015-2021 | Arely Arce Peralta                                                   |         |
| 2011-2015 | Jorge Alberto Avilés Pérez                                           |         |
| 2008-2011 | Yuan Yee Cunningham                                                  |         |
| 2005-2008 | Rosalía Romero de Aguiar (2007-2008) Rodolfo Davis Osuna (2005-2007) |         |
| 2002-2005 | Homero Davis Castro                                                  |         |
| 1999-2002 | Antonio Verdugo Davis                                                |         |
| 1996-1999 | Ramón Davis Drew                                                     |         |
| 1993-1996 | Alfredo García Green                                                 |         |

## Medios de comunicación
El pueblo tiene dos estaciones de radio local, XHLBS Misión FM, y XHLBC Radio La Giganta.
Y un sistema de televisión por cable, Megacable.

## Ciudades hermanas
Loreto está hermanada con las siguientes ciudades alrededor del mundo:
- Ventura, Estados Unidos.[21]
- Loreto, Italia.[22]
- Tecate, México.[23]
- Todos Santos, México.[24]